# 페루 인티
인티(스페인어: inti)는 1985년부터 1991년까지 통용된 페루의 통화이다. 1 인티는 100 센티모(céntimo)에 해당된다.

## 역사
1985년 2월 1일에 솔을 대체하기 위한 차원에서 도입되었으며 솔과의 교환 비율은 1 인티 = 1,000 솔이었다. 1991년 7월 1일을 기해 1,000,000 인티스 = 1 누에보 솔 비율의 화폐 개혁이 시행되면서 폐지되었다.

## 같이 보기
- 페루의 경제